# Omo (Fluss)
Der 760 km lange Omo (amharisch ኦሞ ወንዝ Omo wenizi) ist ein Fluss im Südwesten von Äthiopien (Ostafrika).

## Verlauf

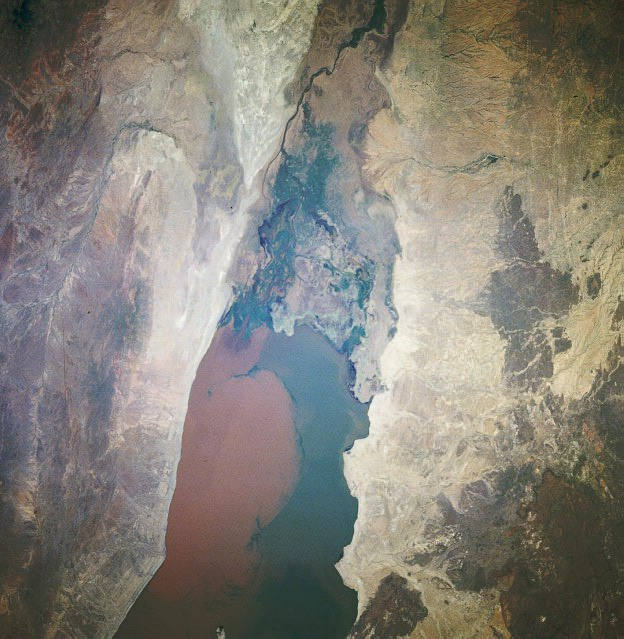
Mündungsdelta des Omo

Der ganzjährig Wasser führende Fluss entspringt westlich von Addis Abeba und östlich von Nekemte im Äthiopischen Hochland. Im Quellgebiet des Omo befindet sich die Heilquelle von Wolliso. Er fließt überwiegend in südliche Richtung. Der südliche Flussteil, also sein Unterlauf, bildet die Grenze zwischen der Region der südlichen Nationen, Nationalitäten und Völker und der Region der südwestäthiopischen Völker; dort bildet er auch die Ostgrenze des Omo-Nationalparks. Nach dem Durchfließen des Mago-Nationalparks mündet der Omo kurz nach der nördlichen Grenze zu Kenia in den Turkanasee. Der Omo schiebt sein Delta kontinuierlich nach Süden. Seit den neunziger Jahren hat er dabei die Grenze zu Kenia überschritten.

## Hydrometrie
Der Bau von Gibe III hat einen großen Einfluss auf das Abflussverhalten des Omo. Der Fluss hatte vor dem Bau des Kraftwerks starke saisonale Schwankungen. Im folgenden Diagramm ist das Verhalten vor und nach dem Bau an der Mündung in m³/s dargestellt (Werte aus Diagramm abgelesen).

## Nutzung

### Wasserkraft
Der Omo soll mit mehreren Wasserkraftwerken ausgebaut werden (Gilgel Gibe I bis V). Davon sind Gibe I, II und Gilgel Gibe III bereits in Betrieb, Gibe IV und V geplant. Im Juli 2006 unterzeichnete die äthiopische Regierung einen Vertrag mit dem italienischen Unternehmen Salini Impregilo zum Bau von Gilgel Gibe III. Das zugehörige Kraftwerk ging im Oktober 2015 in Betrieb.
Menschenrechtsorganisationen wie Survival International gehen davon aus, dass der Bau nicht nur die Umwelt im Omo-Tal bedroht, sondern auch die Lebensgrundlage von mehreren hunderttausend Angehörigen indigener Gruppen in Äthiopien und Kenia.

### Industrie, Landwirtschaft
Eine von der autoritären Regierung des Landes mit ehrgeizigen Zielen unter chinesischer Führung angelegte gigantische Zuckerrohrplantage im Omotal soll neben dem Neubau entsprechender Industrieanlagen 250.000 Hektar umfassen, darunter ein Drittel der Fläche des Omo-Nationalparks. Sie wird auch den nomadisch lebenden ca. 10.000 Mursi die Lebensgrundlage entziehen.

## Ethnologie

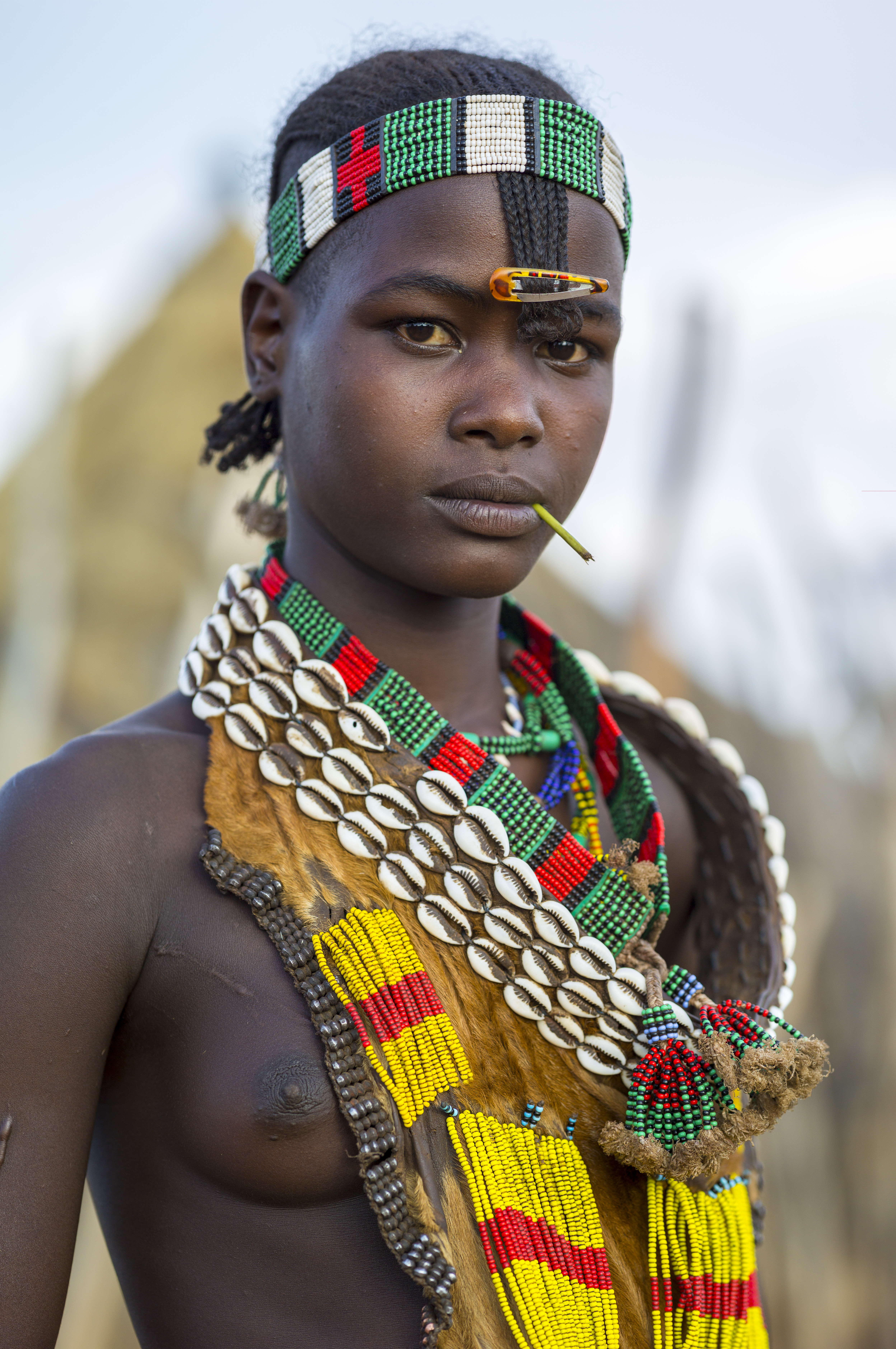
Hamar-Frau 2015

Entlang des Omo leben viele äthiopische Volksstämme, z. B. die Arbore, Bodi, Dassanetch (Geleb), Dizi, Hamar, Kara, Mursi, Nyangatom (Bume) und Surma. Viele von ihnen sprechen eine der nach dem Fluss benannten omotischen Sprachen.

## Paläoanthropologie
Das Tal am Unterlauf des Omo spielt eine große Rolle bei der geplanten touristischen Erschließung Äthiopiens. Es gehört seit 1980 zum Weltkulturerbe der UNESCO, da von Paläoanthropologen – vor allem an den Hängen entlang des Flusses – zahlreiche hominine Fossilien geborgen wurden. Hier wurden unter anderem die Fossilien Omo 1 und Omo 2 geborgen, die dem frühen anatomisch modernen Menschen (Homo sapiens) zugeschrieben werden und mit einem Alter von mindestens 130.000 Jahren (nach neuerer Datierung vermutlich sogar 195.000 Jahren) zu den ältesten Funden der Art zählen.

## Schutzgebiete
Der Omo-Nationalpark, mit 4.068 km² der größte Äthiopiens, gehört zu den wildreichsten, aber am seltensten besuchten Nationalparks Afrikas.